# Kyparissiakós Kólpos
Kyparissiakós Kólpos är en vik i Grekland. Den ligger i den södra delen av landet, 210 km väster om huvudstaden Aten.